# HTC Touch Diamond

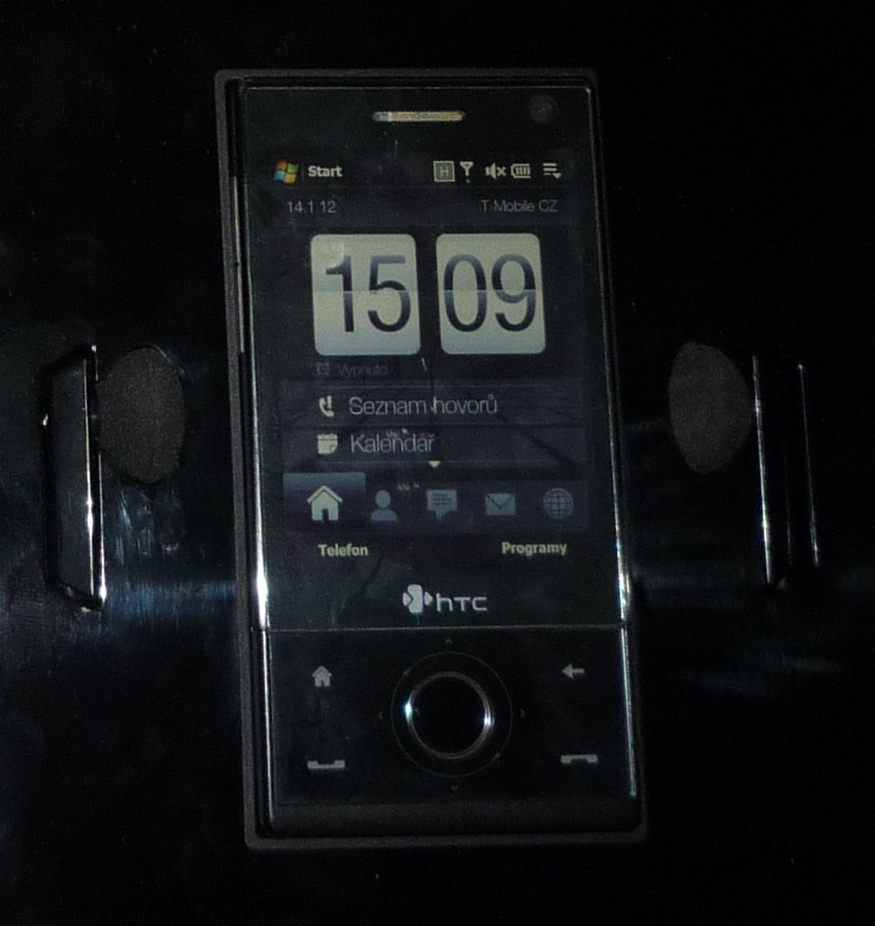
Telefone móvel HTC Touch Diamond

HTC Touch Diamond é um telemóvel da fabricante de telefones HTC (High Tech Computer Corporation). Possui Windows Mobile 6.1 simplificado, através do uso do TouchFLO 3D.